# Grammatophyllum speciosum
Grammatophyllum speciosum Blume, 1841 è una pianta della famiglia dell Orchidacee, originaria dell'Sudest Asiatico.

## Descrizione
È un'orchidea di grandi, spesso gigantesche dimensioni con crescita epifita sugli alberi della foresta pluviale, e talvolta litofita. G. speciosum presenta numerosi pseudobulbi da eretti a ricadenti, di forma cilindrica, molto lunghi (anche fino a 3 metri), increspati, nodosi, di colore verde che muta al giallo con l'invecchiamento, avvolti completamente da brattee, portanti foglie a trama fine, distiche, di forma lineare oppure ovata, ad apice acuto oppure ottuso.
La fioritura avviene dall'estate all'inverno, mediante una infiorescenza basale, racemosa, eretta e successivamente arcuata, lunga da 120 a 300 centimetri, portante da 30 a 50 fiori. Questi fioriscono successivamente, sono gradevolmente profumati e veramente appariscenti, misurando dai 12 ai 20 centimetri, di trama spessa e consistenza cerosa e presentano sepali e petali ovati di colore giallo maculato di marroncino, e labello è molto più piccolo degli altri petali.

## Distribuzione e habitat
La specie è originaria dell'Sudest Asiatico e Oceania, in particolare di Myanmar, Thailandia, Laos, Vietnam, Malaysia, Borneo, Giava, Molucche, Filippine, Sulawesi, Sumatra, Isole Bismark, Papua, Nuova Guinea e le Isole Salomone, dove cresce epifita su alberi di foreste pluviali di pianura, lungo corsi d'acqua, occasionalmente litofita, ad altitudini comprese tra i 100 e i 1200 metri sul livello del mare.

## Sinonimi
Pattonia macrantha Wight, 1851

Grammatophyllum fastuosum Lindl., 1852

Grammatophyllum macranthum (Wight) Rchb.f., 1862

Grammatophyllum giganteum Blume ex Rchb.f., 1876

Grammatophyllum sanderianum auct., 1893

## Coltivazione
Questa pianta necessita di ottima luce e temperature calde durante tutto l'anno, nella stagione della fioritura occorre assicurare buoni livelli di umidità.